# Membranbau

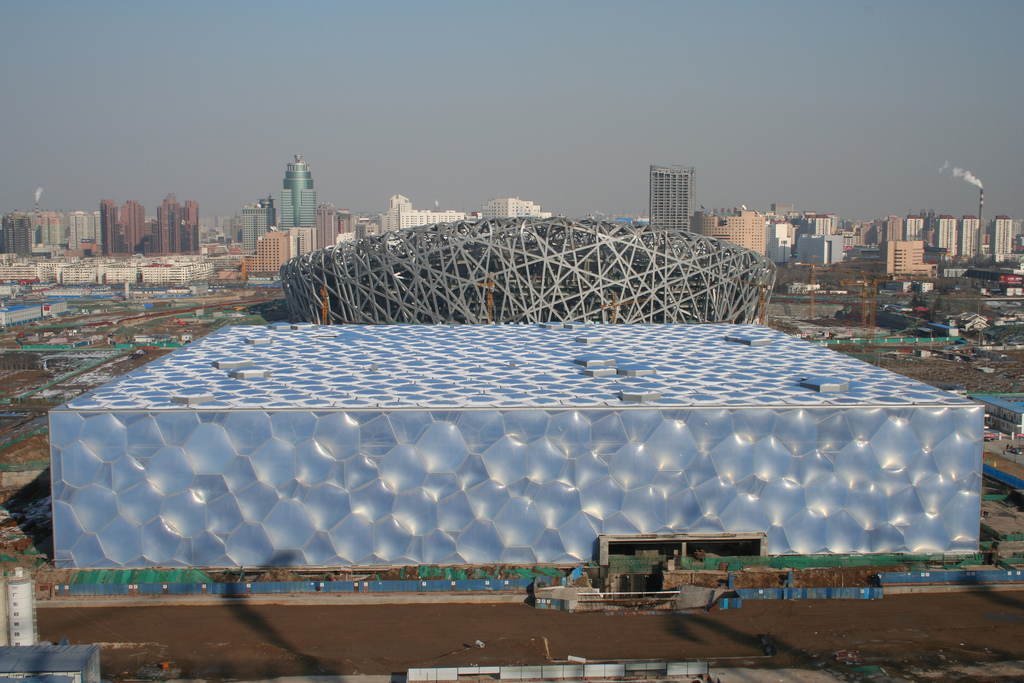
Water Cube in Beijing – Membranbau mit 100 Tonnen ETFE-Folien

Unter Membranbau versteht man den Bau mit Membran-Materialien als Baustoff. Damit sind hautartige, d. h. dünne flächige Materialien gemeint, die leicht plastisch verformbar sind und statisch nur auf Zug beanspruchbar sind, nicht aber auf Druck.
Membrane können dabei unterschiedlich beschaffen sein. Sie bestehen insbesondere aus Folien oder (beschichteten oder unbeschichteten) Textilien (Gewebe, Gewirke und andere flächtige textile Materialien), z. B. Polyestergeweben mit PVC-Beschichtung, Glasfasergeweben mit PTFE-Beschichtung, PVC-Foil, ETFE-Folien. Im traditionellen Zeltbau wurden auch geölte oder gewachste Stoffe, sowie Tierhäute (Leder und Felle) als Membranen verwendet. Siehe auch Jurte. Im traditioneller Japanischer Bauweise kommt auch Papier zum Einsatz, als z. B. Material für Shōji, leichte papierbespannte (Trenn-)Wände ohne statische Funktion.
Die Begriffe Membranbau und Textile Architektur werden im Fachdiskurs oft nahezu synonym verwendet. Von der Wortherkunft unterscheiden sie sich aber. So sind Membranen, die aus faserfreier Folie oder Leder bestehen, im strengen Wortsinn keine Textilien, und umgekehrt kann man Seilnetze zwar der Textilen Architektur, nicht aber den Membranen zurechnen.

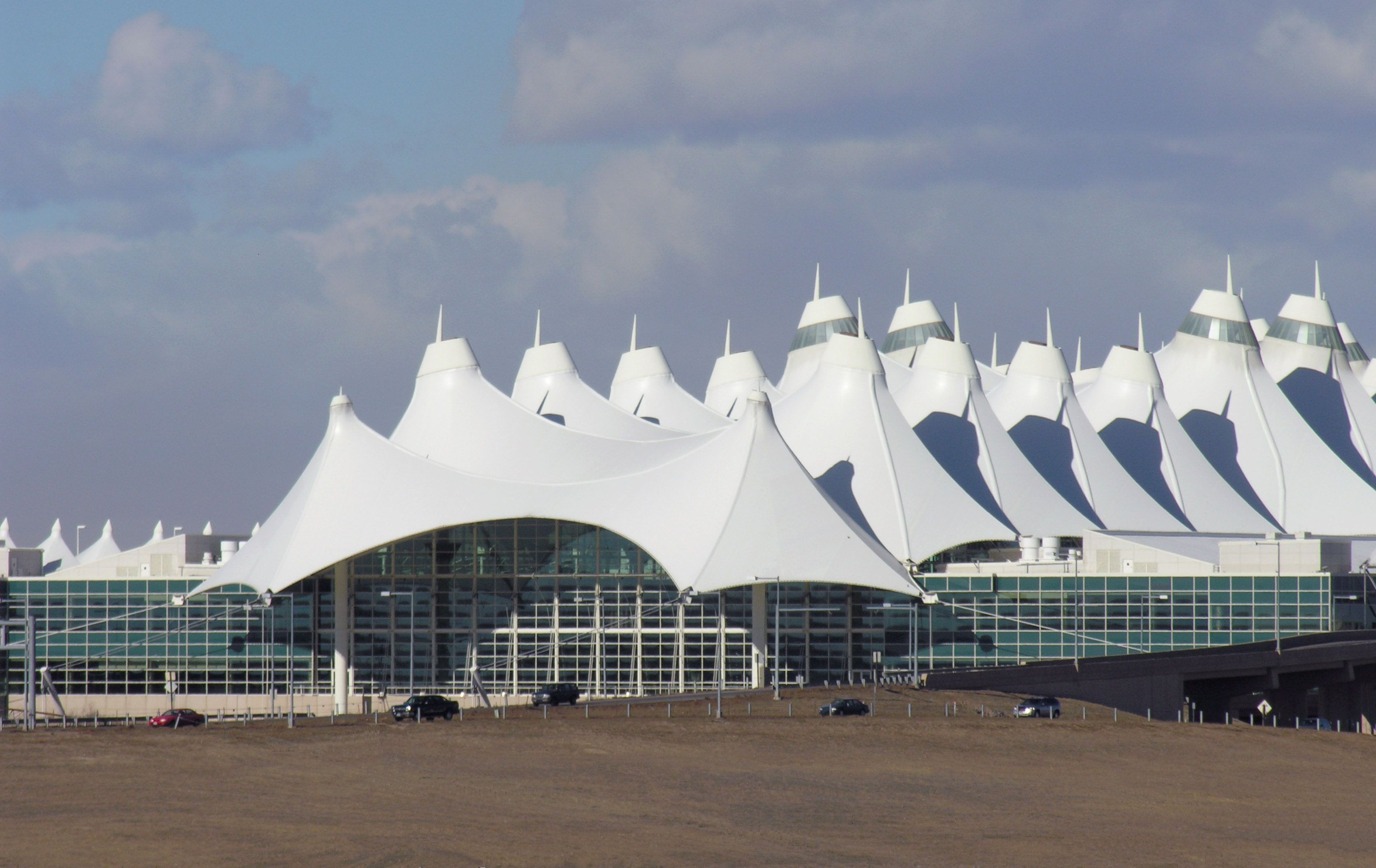
Membranstruktur, Jappesen Terminal, Denver International Airport.

Die Anwendungsgebiete des Membranbaus ist vielfältig, oft finden Membrane Verwendung bei Temporärer Architektur, bei weitspannenden Dächern, zum Beispiel für Flugdächer (über Stadien, Tankstellen etc.) sowie Dächer über Hallen und bei pneumatischen Konstruktionen (z. B. Traglufthallen).
Ein prominentes Beispiel von ETFE-Membranbau ist die Allianz Arena in München. Ein anderes Beispiel, der Water Cube in Peking, ist berühmt für eine gesamte Hülle aus mehrlagigen ETFE-Kissen.

## Konferenz
Das International Centre for Numerical Methods in Engineering (CIMNE) in Barcelona organisiert die internationale Konferenz Textile Composites and Inflatable Structures (Structural Membranes) im zweijährigen Rhythmus. Bislang hat die Konferenz in Barcelona, Stuttgart und München stattgefunden. Die zehnte Konferenz ist für das Jahr 2021 in München geplant.[veraltet]